# Vreni Schneider

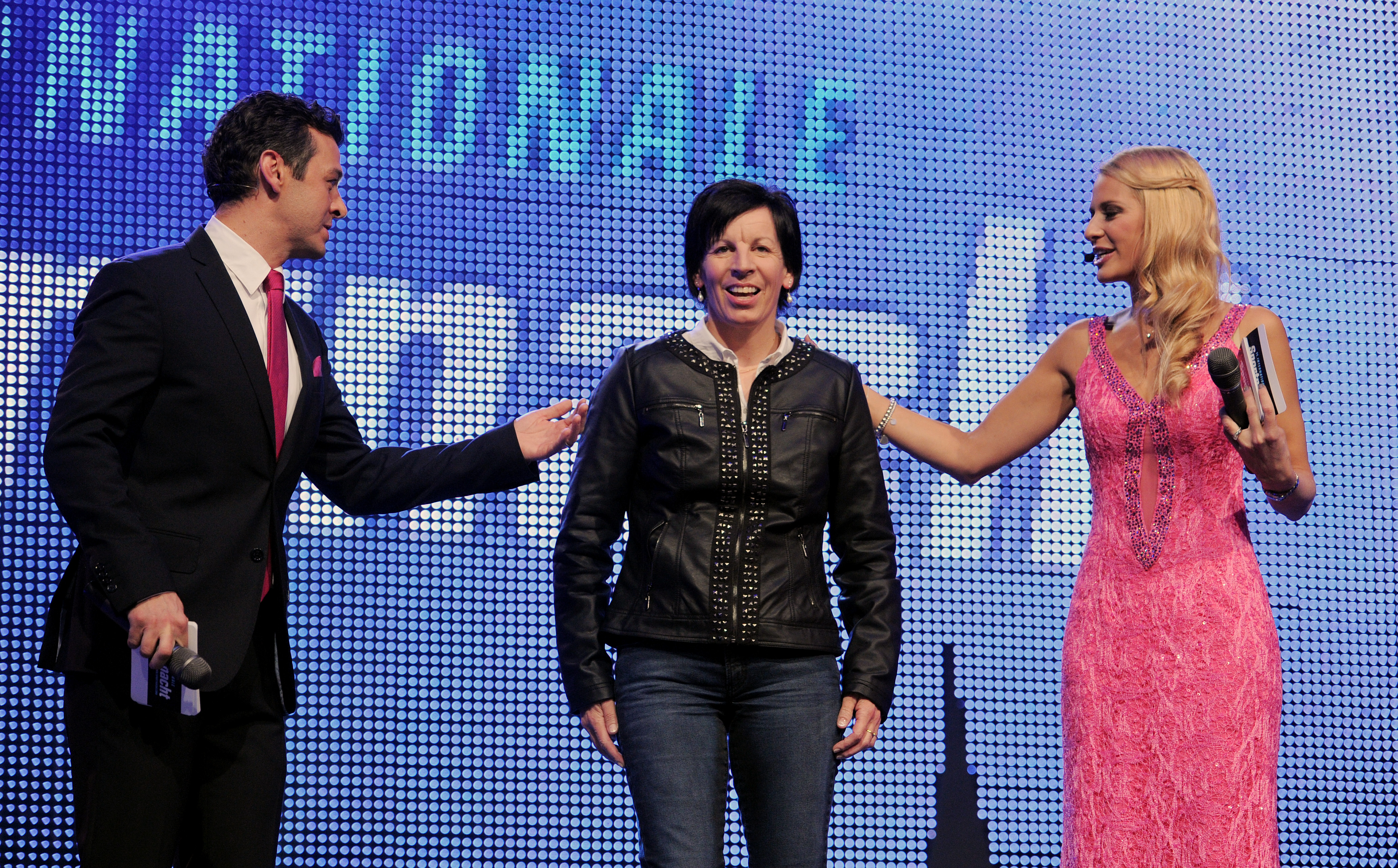
Vreni Schneider (midden) in 2013

Vreni Schneider (Elm, 26 november 1964) is een Zwitsers oud-alpineskiester, die in eigen land vijfmaal werd verkozen tot Zwitsers Sportvrouw van het Jaar: 1988, 1989, 1991, 1994 en 1995.

## Palmares

### Olympische winterspelen
- Calgary (1988)
  - Gouden medaille in de reuzenslalom
  - Gouden medaille in de slalom
- Lillehammer (1994)
  - Gouden medaille in de slalom
  - Zilveren medaille in de combinatie
  - Bronzen medaille in de reuzenslalom

### Wereldkampioenschap
- Crans Montana (1987)
  - Gouden medaille in de reuzenslalom
- Vail (1989)
  - Gouden medaille in de reuzenslalom
  - Zilveren medaille in de slalom
  - Zilveren medaille in de combinatie
- Saalbach-Hinterglemm (1991)
  - Gouden medaille in de slalom
  - Bronzen medaille in de combinatie

1948: Gretchen Fraser ·
1952: Andrea Mead-Lawrence ·
1956: Renée Colliard ·
1960: Anne Heggtveit ·
1964: Christine Goitschel ·
1968: Marielle Goitschel ·
1972: Barbara Cochran ·
1976: Rosi Mittermaier ·
1980: Hanni Wenzel ·
1984: Paoletta Magoni ·
1988: Vreni Schneider ·
1992: Petra Kronberger ·
1994: Vreni Schneider ·
1998: Hilde Gerg ·
2002: Janica Kostelić ·
2006: Anja Pärson ·
2010: Maria Riesch ·
2014: Mikaela Shiffrin ·
2018: Frida Hansdotter ·
2022: Petra Vlhová
1952: Andrea Mead-Lawrence ·
1956: Ossi Reichert ·
1960: Yvonne Rüegg ·
1964: Marielle Goitschel ·
1968: Nancy Greene ·
1972: Marie-Therese Nadig ·
1976: Kathy Kreiner ·
1980: Hanni Wenzel ·
1984: Debbie Armstrong ·
1988: Vreni Schneider ·
1992: Pernilla Wiberg ·
1994: Deborah Compagnoni ·
1998: Deborah Compagnoni ·
2002: Janica Kostelić ·
2006: Julia Mancuso ·
2010: Viktoria Rebensburg ·
2014: Tina Maze ·
2018: Mikaela Shiffrin ·
2022: Sara Hector
- Gemeinsame Normdatei: 119296578
- Virtual International Authority File: 18028518
- WorldCat: E39PBJrGyVkB6wYfpXFdJQQXh3